# Phăng Sô Lin
Phăng Sô Lin là một xã thuộc huyện Sìn Hồ, tỉnh Lai Châu, Việt Nam.
Xã Phăng Sô Lin có diện tích 43,53 km², dân số năm 1999 là 1943 người, mật độ dân số đạt 45 người/km².